# Bernhard Klampfl

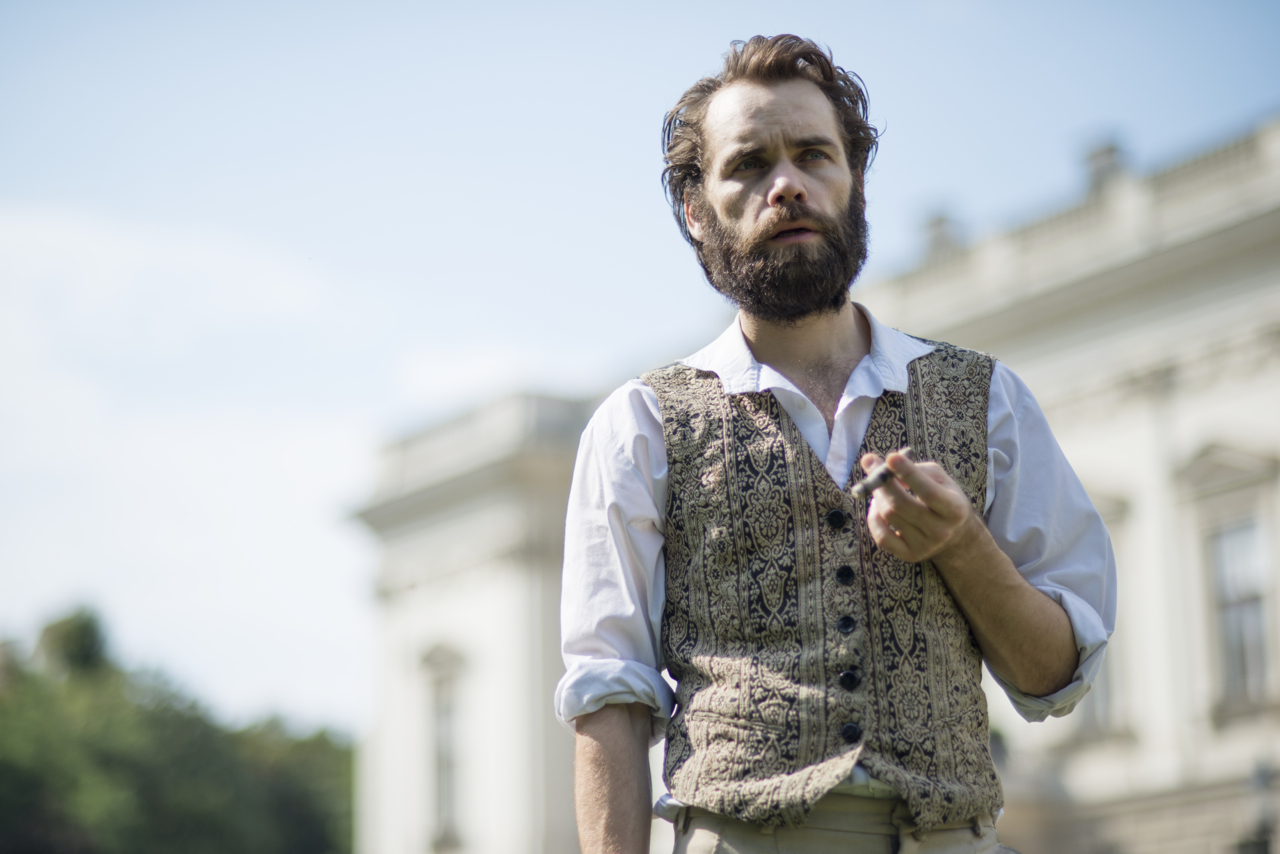
Bernhard Klampfl (2013)

Bernhard Klampfl (* 31. Mai 1976 in Graz) ist ein österreichischer Schauspieler.

## Leben
Er verbrachte seine Kindheit und Jugend in Graz, studierte Schauspiel an der Anton Bruckner Privatuniversität in Linz. Darauf erfolgte ein erstes Engagement am Landestheater Tübingen, wo er drei Spielzeiten lang engagiert war. Danach wurde er von Katja Paryla ans Theater Chemnitz engagiert. Von dort wechselte er nach vier Spielzeiten an die Landesbühnen Sachsen. Zurzeit spielt er als freier Schauspieler für Theater und Film in Deutschland und Österreich.
In den Jahren 2015/2016 machte Bernhard Klampfl eine Ausbildung zum Schauspielcoach bei Sigrid Andersson „Die Tankstelle-für Künstler zum Auftanken“und ist seither Teil des Teams der Tankstelle. 2020 gründete er gemeinsam mit seiner Kollegin Anna Böttcher ein Schauspiel-Coaching-Unternehmen. Zudem arbeitet er als Setcoach und an Schauspielschulen wie der Hochschule für Musik und darstellende Kunst in Stuttgart, der Schauspielschule Zerboni in München und dem europäischen Theaterinstitut (ETI) Berlin.

## Kurzfilme und TV
- 1998: Lebensretter – Teddy Podgorski jr.
- 2001: Wir bleiben zusammen – Regie: Wolfgang Murnberger
- 2006: Epson-Imagefilm – Regie: Martin Gangl
- 2010: Kuckuckskind – Regie: Udo Smolte
- 2010: Stadtbad Nord – Regie: Maren Shafy
- 2011: Fette fünfzigtausend – Regie: Christopher Pawelczak
- 2012: Ritter Roland – Regie: Oliver Pauli
- 2012: Kammerspiel – Regie: Daniel Limmer
- 2012: PayPal – Regie: Christin Schrot
- 2012: Was es heißt tot zu sein – Regie: Phillip Klinger
- 2012: Dr Fuscus – Regie: Benjamin Dornis
- 2012: Im Dschungel der Möglichkeiten – Regie: Johannes Kaczmarczyk
- 2012: Paradies – Regie: Jan Leitenbauer
- 2013: Cupido – Regie: Nils Krüger
- 2013: Emil-Bulls-Musikvideo – Regie: Fabian Gross
- 2013: Erlöse uns von dem Bösen – Regie: Stefanie Cervenka
- 2014: Spielzeugauto – Regie: Katti Büttner
- 2015: Agonie – Regie: David Clay Diaz; 66. Berlinale
- 2016: SDP-Musikvideo – Regie: Serge Mattukat
- 2017: GZSZ – Regie: Kerstin Schefberger

## Theaterarbeiten
- 1996: Die Menschenfabrik von Wolfgang Bauer, Rolle: Menschenfabrikant Regie: Thomas Thieme, Coproduktion von Steirischer Herbst und Schauspielhaus Graz
- 1998: Der Disput von Marivaux, Rollen: Prinz; Egle, Regie: Markus Zeindlinger, Theater: Theater Phoenix Linz
- 1999: Die Blume von Hawaii, Rollen: Kadett; Arzt, Regie: Kurt Palm, Theater: Landestheater Linz
- 1999: Romeo und Julia von William Shakespeare, Rolle: Romeo, Regie: Manfred Macori Burgfestspiele Reichenau
- 2000: Cabaret, Rollen: diverse Regie: Jenny Erpenbeck, Theater: Landestheater Linz
- 2000: Die Vögel von Aristophanes, Rollen: Chor der Vögel; Meton; ungeratener Sohn, Regie Piero Bordin, Chorregie: Noemi Fischer, Theater: Carnuntum
- 2001: Shockheaded Peter von den Tiger Lillies, Rolle: Theaterdirektor, Regie: Donald Berkenhoff, Landestheater Tübingen
- 2001: Störwerk von Martin Rubin (Monodrama), Regie: Zijah Sokolovic-TheaterAnton Bruckner Universität
- 2002: Jubiläum von George Tabori, Rolle: Jürgen, Regie: Hermann Beil, Landestheater Tübingen
- 2002: Leben des Galilei von Bertolt Brecht, Rolle: Der kleine Mönch, Regie: Corinna Bethge, Landestheater Tübingen
- 2003: Einer flog über das Kuckucksnest von Dale Wasserman nach dem Roman von Ken Kesey, Rolle: Martini, Regie: Siegfried Bühr, Landestheater Tübingen
- 2003: Maß für Maß von William Shakespeare, Rolle: Claudio, Regie: Siegfried Bühr, Landestheater Tübingen
- 2003: Wie es euch gefällt von William Shakespeare, Rolle: Oliver Regie: Esther Hattenbach, Landestheater Tübingen
- 2004: A Christmas Carol von Charles Dickens, Rolle: Marleys Geist/Fred, Regie: Jürgen Lingmann, Schauspielhaus Chemnitz
- 2004: Die Räuber von Friedrich Schiller, Rolle: Schufterle, Regie: Bettina Jahnke, Schauspielhaus Chemnitz
- 2004: Der tollste Tag von Peter Turrini, frei nach Beaumarchais, Rolle: Cherubin, Regie: Siegfried Bühr, Landestheater Tübingen
- 2004: Was ihr wollt von William Shakespeare, Rolle: Sebastian, Regie: Katja Paryla, Schauspielhaus Chemnitz
- 2005: Der böse Geist Lumpazivagabundus von Johann Nestroy, Rolle: Leim, Regie: Katja Paryla, Schauspielhaus Chemnitz
- 2005: Liebelei von Arthur Schnitzler, Rolle: Theodor, Regie: Uwe Dag Berlin-Schauspielhaus Chemnitz
- 2005: Maß für Maß von William Shakespeare, Rolle: Ellenbogen, Regie: Alejandro Quintana-Schauspielhaus Chemnitz
- 2006: Abdeckerei für Alle von Boris Vian, Rolle: Catherine, Regie: Dieter Claß, Schauspielhaus Chemnitz
- 2006: Amadeus von Peter Shaffer, Rolle: Mozart, Regie: Katja Paryla, Oper Chemnitz
- 2006: Ein Sommernachtstraum von William Shakespeare, Rolle: Lysander, Regie: Katja Paryla, Schauspielhaus Chemnitz
- 2006: Prinz Friedrich von Homburg von Heinrich von Kleist, Rolle: Kottwitz, Regie: Sascha Hawemann, Schauspielhaus Chemnitz
- 2007: Big Mouth and Ugly Girl von Joyce Carol Oates, Rolle: Trevor, Regie: Martin Pfaff, Schauspielhaus Chemnitz
- 2007: Kabale und Liebe von Friedrich Schiller, Rolle: Ferdinand, Regie: Katja Paryla, Schauspielhaus Chemnitz
- 2007: Kampf des Negers und der Hunde von Bernard-Marie Koltès, Rolle: Alboury, Regie: Antje Gühne, Schauspielhaus Chemnitz
- 2007: Spur der Steine von Erik Neutsch, Rolle:Jochmann, Regie: Sascha Hawemann, Schauspielhaus Chemnitz
- 2008: Außer Kontrolle von Ray Cooney, Rolle: George Pigden, Regie: Jost Kittel, Landesbühnen Sachsen
- 2008: Das Ballhaus von Steffen Mensching, Rolle: Schleimer, Regie: Gerald Gluth, Landesbühnen Sachsen
- 2008: Die Möwe von Anton Tschechow, Rolle: Kostja, Regie: Katja Paryla, Schauspielhaus Chemnitz
- 2008: Sugar, Rolle: Spats Palazzo, Regie: Arne Retzlaff, Landesbühnen Sachsen
- 2009: Der Geizige von Moliere, Rolle: Valere, Regie: Michael Funke, Landesbühnen Sachsen
- 2009: Nach dem Regen von Sergi Belbel, Rolle: Stadtbote, Regie: Gerald Gluth, Landesbühnen Sachsen
- 2010: Die feuerrote Blume, Rolle: Anton, Regie: Arne Retzlaff: Landesbühnen Sachsen
- 2010: Der kaukasische Kreidekreis von Bertolt Brecht, Rolle: Diverse, Regie: Arne Retzlaff, Landesbühnen Sachsen
- 2010: Der Ölprinz nach Karl May, Rolle: Paddy/Ka-Maku, Regie: Olaf Hörbe, Landesbühnen Sachsen
- 2010: Der Sturm von William Shakespeare, Rolle: Ferdinand, Regie: Gerald Gluth-Theater: Landesbühnen Sachsen
- 2013: Alma, Nestroy-Theaterpreis Rolle: Gustav Klimt, Regie: Paulus Manker, Post- und Telegrafenamt, Wien
- 2013: Wagnerdämmerung, Rolle: Hagen, Heinrich Heine, Regie: Paulus Manker, Post- und Telegrafenamt, Wien
- 2014: Goldene Zeiten Lesung Rolle: Diverse, Regie: Ulf Dückelmann; :kult:das mühlfestival
- 2014: Titus Andronicus//Barbaren Rolle: Demetrius, Regie: Ulf Dückelmann; :kult:das mühlfestival
- 2015: Der Kaufmann von Venedig von William Shakespeare, Rolle: Antonio, Regie: Hardy Hoosman-Theater: Fritz Theater Chemnitz
- 2016: Parlament der Fische, Rolle: Wassermann, Regie: Regula Steiner-Tomić, Theater Anhaltisches Theater
- 2017: Frei und niemand Untertan, Rolle: Kaiser Karl V, Regie: Karsten Morschet, Theater Marienkirche (Berlin-Mitte)